# Sistema obbligato

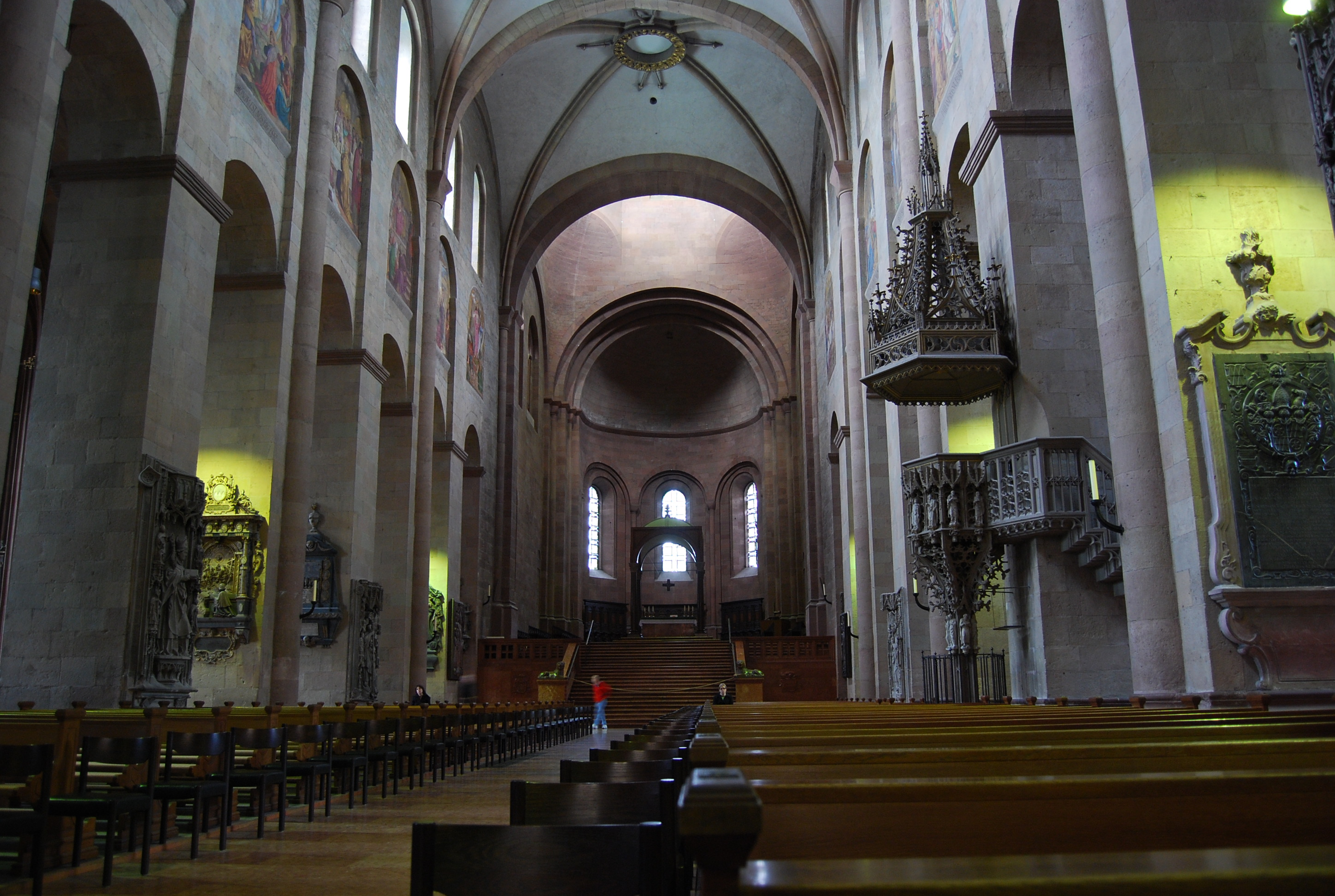
Cattedrale di Magonza sistema obbligato

In architettura il sistema obbligato, detto anche sistema alternato o  sistema vincolato, è costituito dall'alternanza, lungo la navata di una chiesa, degli elementi di sostegno formati da pilastri e colonne o pilastri complessi e pilastri più semplici.
L'alternanza dei sostegni evita la monotonia della navata e serve a rinforzarla. Inoltre, i pilastri dei due lati della navata sorgono ai quattro angoli di un quadrato ed individuano una campata. Infatti, semicolonne o lesene, sporgenti dal pilastro, si collegano direttamente agli archi traversi delle campate.
Le navate laterali, invece, generalmente presentano una campata per ogni sostegno.

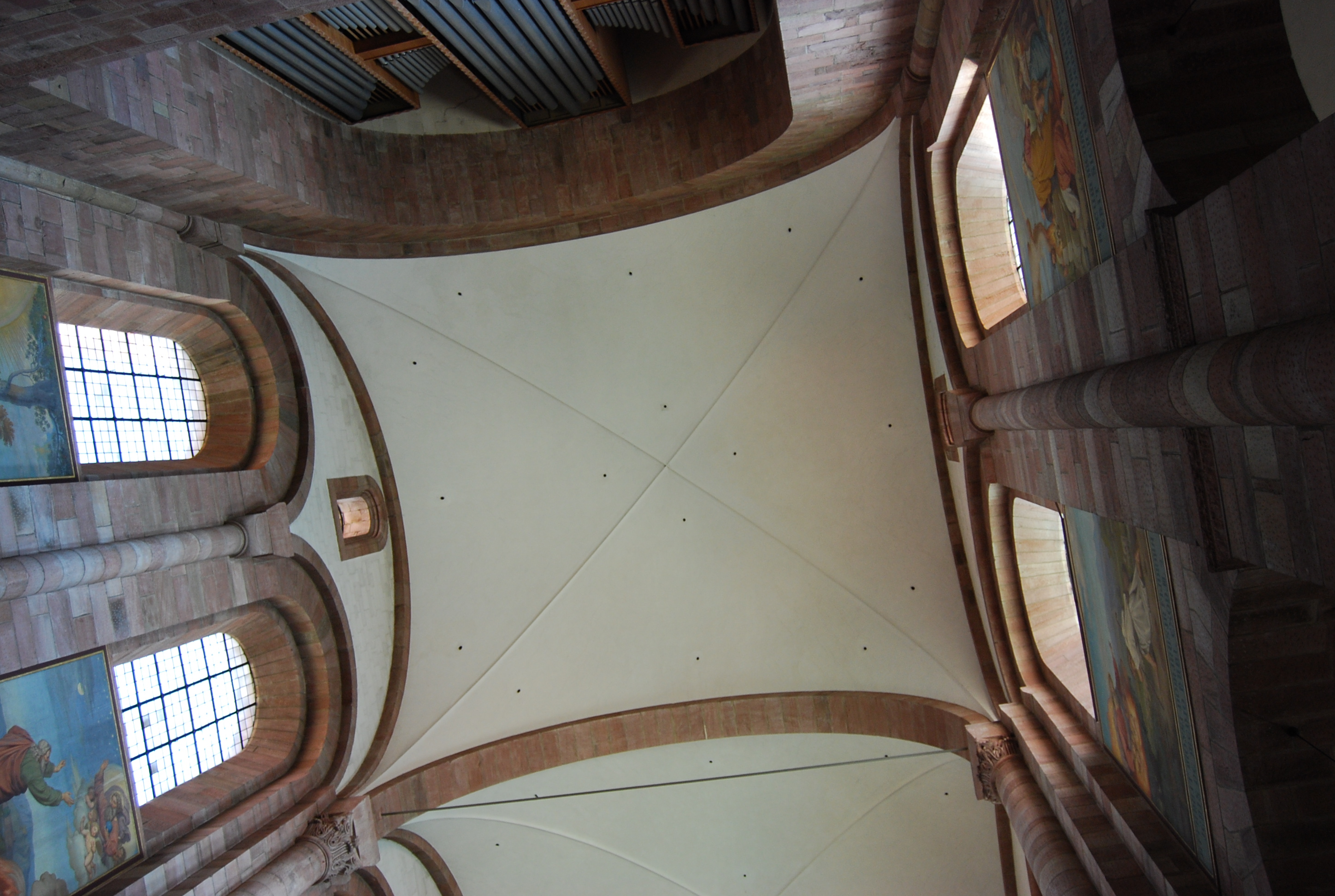
Duomo di Spira campata

## Diffusione
L'alternanza semplice di pilastri e colonne è molto diffusa nelle chiese pre-romaniche  e romaniche nelle zone dell'Alto Reno, del Basso Reno e della Bassa Sassonia. Esempi di sistema obbligato in queste zone sono le chiese della triade imperiale di Spira, Magonza e Worms, di Susteren e San Leucio a Werden.

## Sistemi obbligati complessi

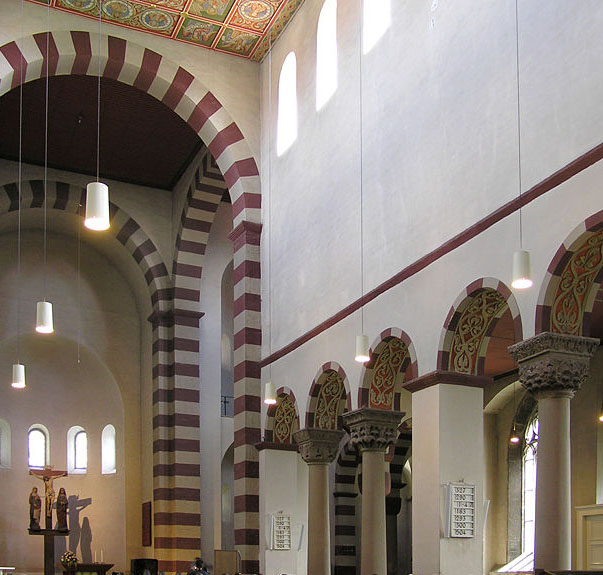
alternanza di un pilastro e due colonne

Sono più rari. L'esempio più noto è la Chiesa di San Michele (Hildesheim) la cui navata centrale è scandita dall'alternanza di un pilastro e due colonne.